# Volleybalvereniging Capelle Nieuwerkerk 2022-2023 (maschile)
Questa voce raccoglie le informazioni riguardanti il Volleybalvereniging Capelle Nieuwerkerk nelle competizioni ufficiali della stagione 2022-2023.

## Stagione
Il Volleybalvereniging Capelle Nieuwerkerk partecipa alla stagione 2022-23 senza alcuna denominazione sponsorizzata, utilizzando l'acronimo VCN.
Dopo un nono posto nella regular season di Eredivisie, si classifica quinto nella Pool B.

## Organigramma societario
Area direttiva
- Presidente: Ard Kramer
- Team manager: Jonathan Talbott

Area tecnica
- Allenatore: Ferry van Hal
- Assistente allenatore: Mitchell Sanders, Richard Lankhorst, Juliette van Hal-Veenman
- Scoutman: Patrick Vlieger

Area sanitaria
- Fisioterapista: Jan van Dijk

## Rosa
| N° | Nome               | Ruolo | Data di nascita   | Nazionalità sportiva |
| -- | ------------------ | ----- | ----------------- | -------------------- |
| 1  | Jelle Leeuwis      | O     | 2003              | Paesi Bassi          |
| 2  | Kyran Versteegen   | P     | 11 marzo 2003     | Paesi Bassi          |
| 3  | Robert Jansen      | P     | 1987              | Paesi Bassi          |
| 4  | Casper Haanappel   | P     | 15 ottobre 1993   | Paesi Bassi          |
| 5  | Denny van Berkum   | C     | 29 dicembre 1988  | Paesi Bassi          |
| 6  | Corjan Nootenboom  | C     | 1998              | Paesi Bassi          |
| 7  | Tom van Reeuwijk   | O     | 17 settembre 1996 | Paesi Bassi          |
| 8  | Koen Herrebout     | S     | 20 marzo 2002     | Paesi Bassi          |
| 10 | Sharif Gabriel     | O     | 18 aprile 1995    | Curaçao              |
| 11 | Cain van Hal       | O     | 10 marzo 1996     | Paesi Bassi          |
| 12 | Rogier van Leeuwen | L     | 1989              | Paesi Bassi          |
| 13 | Sammy Talbott      | L     | 30 aprile 2004    | Paesi Bassi          |
| 14 | Jim Steenbergen    | C     | 25 maggio 2001    | Paesi Bassi          |
| 17 | Lennaert Hogenhout | S     | 2002              | Paesi Bassi          |

## Statistiche

### Statistiche di squadra
| Competizione | Punti | In casa | In casa | In casa | In trasferta | In trasferta | In trasferta | Totale | Totale | Totale |
| Competizione | Punti | G       | V       | P       | G            | V            | P            | G      | V      | P      |
| ------------ | ----- | ------- | ------- | ------- | ------------ | ------------ | ------------ | ------ | ------ | ------ |
| Eredivisie   | 18/7  | 15      | 4       | 11      | 15           | 5            | 10           | 30     | 9      | 21     |
| Totale       | -     | 15      | 4       | 11      | 15           | 5            | 10           | 30     | 9      | 21     |

### Statistiche dei giocatori
Dati non disponibili.